# バミル・トピ
バミル・ミュルテザ・トピ（アルバニア語: Bamir Myrteza Topi、 音声、1957年4月24日 - ）は、アルバニアの政治家。2007年から2012年まで、同国の大統領を務めた。

## 来歴
1957年4月24日にティラナに生まれ、ティラナ農業大学にて獣医学を専攻し、博士号を取得した。1984年から1995年まで獣医学科学研究機関の研究者を務める。1987年から1990年までの間、イタリアにて分子生物学を学ぶ。イタリアからの帰国後、食品安全・獣医学機関の所長に任ぜられ、1995年まで務める。その間、研究者そして所長として、これらのアルバニアの研究機関に先進諸国の学問をもたらしてきた。科学研究者としての職務の傍ら、医学部獣医学科の学部や大学院での毒性学や薬理学の教育カリキュラムの制定にも積極的に関与し、また講師として指導にあたった。1996年にアルバニア議会の議員に初当選し、農業・食品大臣に任命され、1997年までこの地位を務める。アルバニア議会では、サリ・ベリシャ率いるアルバニア民主党の議員として3期を務めた。トピは穏健な政治家として力を発揮する存在となり、与野党間の対立の調停役を担ったり、政策決定を主導するなどした。また、アルバニアのサッカー・クラブ・KFティラナの名誉会長の地位にある。

## 大統領
2007年3月8日、トピは2007年アルバニア大統領選挙（2007 presidential election）におけるアルバニア民主党の大統領候補を目指すと発表した。アルバニア・キリスト教民主党（Christian Democratic Party of Albania）、アルバニア共和党（Republican Party of Albania）はトピへの支持を表明した。議会では4回にわたって大統領選出が試みられたが、最終的に野党は抵抗をあきらめ、トピは大統領に選出された。
7月8日の最初の大統領選挙では、議会で75の賛成を得たが、大統領選出には84の賛成が必要であり、選出には至らなかった。アルバニア社会党主導の野党は投票をボイコットした。2回目の選挙は7月10日に行われたが、この時も選出には至らなかった。この時の賛成票は74であった。7月14日の3回目の投票では、わずかに50票しか賛成を得られず、アルバニア民主同盟党のネリタン・ツェカが34票を獲得した。
7月20日の4回目の投票では、トピは野党の一部からも支持を得て、大統領選出に必要な84を上回る85の賛成票を得たため、1期5年のアルバニアの大統領に選出された。7月24日に大統領に就任した。
大統領就任に伴ってアルバニア民主党の副党首の地位を辞任し、離党した。大統領としては不偏不党の態度をとった。
任期満了に伴う2012年の大統領選挙には出馬せず、当選した同党のブヤール・ニシャニに座を明け渡した。

## コソボ独立への支持
トピはコソボ独立への支持を公然と表明している。欧州理事会やその他の国際的な場にて、独立国コソボの必要性を訴えてきた。2009年1月には、コソボ大統領のファトミル・セイディウ、国際連合コソボ暫定行政ミッション担当の国際連合事務総長特別代表・ヨアヒム・リュッカー（Joachim Rücker）の共同の招待に応じてプリシュティナに3日間滞在した。同地にて、プリシュティナの名誉市民に認定され、金のメダルを受け取った。また、プリシュティナ大学の名誉学位も受け取った。